# Guillermo Maldonado
Guillermo Fausto Maldonado (Nueve de Julio, Provincia de Buenos Aires; 29 de octubre de 1952) apodado Yoyo, es un expiloto argentino de automovilismo. Desarrolló su carrera deportiva, siempre al lado de la marca Volkswagen, compitiendo en categorías como la Fórmula 2 Codasur o el TC 2000. Fue campeón de Fórmula 2 Argentina, Fórmula 2 Codasur y del TC 2000.

## Biografía
Sus inicios estuvieron dados en la actividad del motociclismo local y zonal, donde iría delineando su perfil de conductor - preparador. Es así que consigue numerosos éxitos en esta disciplina, a nivel nacional, convirtiéndose en un verdadero baluarte de este deporte. Luego del motociclismo comienza a competir en la Fórmula 2 Bonaerense, y en el campeonato 1978 se consagra campeón en la última fecha disputada en el circuito El Ciclón del Saladillo Automobil Club, al superar a Sciarini.    Estos resultados, finalmente lo animan a debutar en el automovilismo nacional, más precisamente en la Fórmula 2 Argentina, debutando a bordo de un Crespi-Fiat. Más tarde se incorpora al equipo de Luis Rubén Di Palma, que contaba con el asesoramiento de Oreste Berta. Esta incorporación, lo llevó a radicarse durante un año en Alta Gracia, donde adquirió el conocimiento suficiente como para iniciarse en la preparación de sus coches de carrera. 
Finalmente se consagró campeón en los años 1980 y 1982, tripulando un monoplaza diseñado por Oreste Berta y equipado con motor Volkswagen 1500: El Berta-VW. Con la preparación del apodado Mago de Alta Gracia, Maldonado no solo fue campeón en su país. Con la creación en 1983, de la Fórmula 2 Codasur, categoría que nucleaba a las asociaciones de automovilismo de Sudamérica, se presentó a correr con este modelo y tuvo un andar demoledor: Fue campeón en los años 1983, 1984, 1985 y 1986. Precisamente, fueron los años que duró la categoría ya que en 1987, se creó la Fórmula 3 Sudamericana, que terminó reemplazando a esta categoría, por lo que Maldonado fue su único campeón, durante su período de vida. Por otro lado, en 1983 participó en las 24 Horas de Daytona con un Nimrod.
Debutó en TC 2000 en 1981, a bordo de un Dodge 1500, con el que compitió esporádicamente. Luego de su retiro de las fórmulas, y con el apoyo de la red de concesionarios Volkswagen, volvió en 1987 a la categoría con un auto similar, pero denominado VW 1500. Peleó el campeonato de 1988 frente a Juan María Traverso y su cupé Renault Fuego, alcanzando el subcampeonato. Fue referente de la marca Volkswagen en los años siguientes, hasta su retiro de la actividad en 1996, obteniendo los subcampeonatos de 1988 y 1991 y su único campeonato de Turismo Competición 2000 en el año 1994, a bordo de un Volkswagen Gol. 
En el año 1993, Maldonado tuvo la oportunidad de competir en el Turismo Carretera, la única categoría a nivel nacional donde nunca tuvo una participación relevante. Su debut se dio el 19 de septiembre en la carrera de las 2 Horas de Buenos Aires, donde participó como invitado del piloto Emilio Satriano, con quien compartió la conducción del Chevrolet Chevy de este último. El resultado, fue un abandono por parte del Maldonado, luego de que Satriano le entregara el coche en segundo lugar. Tras esta competencia, Maldonado no volvería a competir en el TC, inclinándose por el TC 2000.
Luego de su retiro, asumió la dirección deportiva del nuevo equipo Volkswagen YPF Motorsport, obteniendo el subcampeonato de 1997 y peleando el título de 1999. Desarrolló en pista los modelos Volkswagen Polo y Volkswagen Bora y dirigió a los pilotos Walter Hernández (su último compañero de equipo), Gustavo Der Ohanessian, Esteban Tuero, Alejandro Bini y Mariano Altuna. También, en sus épocas de piloto, compartió equipo con pilotos como Enrique Torriani, Silvio Oltra y Juan Manuel Silva. 
Luego de la salida de Volkswagen del TC 2000 en el año 2001, Maldonado se unió al equipo GF Motorsport de Gabriel Furlán, como director deportivo y preparador del Mitsubishi Lancer del piloto de Ciudad Evita. Además de eso, albergó a la estructura de este equipo en su prestigioso taller de Nueve de Julio. Con la llegada del nuevo equipo Mitsubishi, que se encargó de la atención del coche de Furlán y la venta de su taller a la escuadra Sport Team, Maldonado alejó definitivamente del mundo automotor. Su último triunfo, fue un 1-2 con su compañero de equipo Walter Hernández para el equipo Volkswagen, justamente en su ciudad natal, Nueve de Julio, el 15 de septiembre de 1996. Su última carrera fue el 8 de diciembre de 1996.
Desde agosto de 2020, el autódromo de su ciudad natal, 9 de Julio, lleva su nombre en homenaje a ser el piloto más exitoso y reconocido que la ciudad tuvo en toda su historia.

## Resumen de carrera
| Temporada | Categoría                  | Equipo                     | Carreras | Victorias | Poles | VR | Podios | Puntos | Pos. |
| --------- | -------------------------- | -------------------------- | -------- | --------- | ----- | -- | ------ | ------ | ---- |
| 1979      | Fórmula 2 Argentina        | Maldonado                  | 10       | 0         | 0     | 0  | 3      | 23     | 5.º  |
| 1980      | Turismo Competición 2000   | 43/70 Di Palma Competición | 5        | 0         | 0     | 0  | 1      | 29     | 10.º |
| 1980      | Fórmula 2 Argentina        | Di Palma                   | 11       | 4         | 0     | 0  | 7      | 54     | 1.º  |
| 1980      | Fórmula 2 Argentina        | Maldonado                  | 11       | 4         | 0     | 0  | 7      | 54     | 1.º  |
| 1981      | Fórmula 2 Argentina        | 11                         | 3        | 0         | 2     | 7  | 48     | 2.º    |      |
| 1982      | Fórmula 2 Argentina        | 11                         | 7        | 4         | 2     | 9  | 73     | 1.º    |      |
| 1983      | Fórmula 2 Codasur          | Maldonado Competición      | 12       | 4         | 4     | 3  | 7      | 56     | 1.º  |
| 1983      | Campeonato IMSA GT         | Nimrod Racing              | 1        | 0         | 0     | 0  | 0      | 0      | NC   |
| 1984      | Fórmula 2 Codasur          | Maldonado Competición      | 11       | 6         | 8     | 3  | 8      | 63     | 1.º  |
| 1985      | Fórmula 2 Codasur          | Maldonado                  | 12       | 5         | 2     | 5  | 5      | 63     | 1.º  |
| 1986      | Fórmula 2 Codasur          | Maldonado                  | 10       | 3         | 3     | 3  | 8      | 58     | 1.º  |
| 1987      | Fórmula 3 Sudamericana     | Maldonado                  | 11       | 2         | 4     | 1  | 4      | 35     | 3.º  |
| 1987      | Turismo Competición 2000   | Maldonado Competición      | 3        | 0         | 0     | 0  | 1      | 21     | 12.º |
| 1987      | Turismo Nacional - Clase 2 | —                          | 1        | 0         | 1     | 0  | 0      | 0      | NC   |
| 1988      | Turismo Competición 2000   | Maldonado Competición      | 14       | 4         | 0     | 5  | 6      | 129    | 2.º  |
| 1989      | Turismo Competición 2000   | Maldonado Competición      | 11       | 2         | 2     | 3  | 4      | 73     | 3.º  |
| 1990      | Turismo Competición 2000   | Maldonado Competición      | 14       | 3         | 4     | 6  | 7      | 134    | 3.º  |
| 1991      | Turismo Competición 2000   | Maldonado Competición      | 14       | 1         | 3     | 3  | 9      | 133    | 2.º  |
| 1992      | Turismo Competición 2000   | Volkswagen Argentina       | 13       | 1         | 3     | 3  | 4      | 74     | 8.º  |
| 1993      | Turismo Competición 2000   | Maldonado                  | 14       | 2         | 2     | 1  | 6      | 119    | 5.º  |
| 1993      | Turismo Carretera          | —                          | 1        | 0         | 0     | 0  | 0      | 7      | 64.º |
| 1994      | Turismo Competición 2000   | Volkswagen YPF Motorsport  | 14       | 3         | 1     | 2  | 8      | 153    | 1.º  |
| 1995      | Turismo Competición 2000   | Volkswagen YPF Motorsport  | 14       | 0         | 0     | 2  | 2      | 81     | 5.º  |
| 1996      | Turismo Competición 2000   | Volkswagen YPF             | 12       | 1         | 2     | 0  | 5      | 72     | 6.º  |
| Fuente:   |                            |                            |          |           |       |    |        |        |      |

## Resultados

### 24 Horas de Daytona
| Año     | Equipo        | Copilotos                   | Automóvil     | Clase | Vueltas | Pos. | Pos. Clase |
| ------- | ------------- | --------------------------- | ------------- | ----- | ------- | ---- | ---------- |
| 1983    | Nimrod Racing | A. J. Foyt Darrell Walltrip | Nimrod NRA/C2 | GTP   | 121     | DNF  | DNF        |
| Fuente: |               |                             |               |       |         |      |            |

## Palmarés
| Título  | Categoría           | Automóvil        | Año  |
| ------- | ------------------- | ---------------- | ---- |
| Campeón | Fórmula 2 Argentina | Berta-Volkswagen | 1980 |
| Campeón | Fórmula 2 Argentina | Berta-Volkswagen | 1982 |
| Campeón | Fórmula 2 Codasur   | Berta-Volkswagen | 1983 |
| Campeón | Fórmula 2 Codasur   | Berta-Volkswagen | 1984 |
| Campeón | Fórmula 2 Codasur   | Berta-Volkswagen | 1985 |
| Campeón | Fórmula 2 Codasur   | Berta-Volkswagen | 1986 |
| Campeón | TC 2000             | Volkswagen Gol   | 1994 |

### Otras distinciones
| Título     | Categoría           | Automóvil        | Año  |
| ---------- | ------------------- | ---------------- | ---- |
| Subcampeón | Fórmula 2 Argentina | Berta-Volkswagen | 1981 |
| Subcampeón | TC 2000             | Volkswagen 1500  | 1989 |
| Subcampeón | TC 2000             | Volkswagen Carat | 1991 |

### Títulos honoríficos
| Título                             | Premio                 | Año  |
| ---------------------------------- | ---------------------- | ---- |
| Diploma al Mérito en Automovilismo | Premio Fundación Konex | 1990 |